# Seminario Conciliar de Segovia
El Seminario Conciliar de Segovia es un complejo arquitectónico ubicado en la ciudad de Segovia (España). Fue construido desde finales del siglo XVI para albergar el colegio de la Compañía de Jesús, instalada en la ciudad desde 1559. Tras ser expulsada la compañía por orden real, en el siglo XVIII el obispo de la diócesis Alonso Marcos de Llanes Argüelles fundó en sus instalaciones el seminario, bajo el nombre de Seminario Conciliar de San Frutos y San Ildefonso.
En el año 2000 fue declarada Bien de Interés Cultural la denominada parte histórica del complejo (incluye la iglesia de la Compañía, y las zonas del antiguo colegio en torno al claustro) en la categoría de Monumento.

## Historia
La Compañía de Jesús se estableció en la ciudad el 20 de febrero de 1559 en unas casas situadas frente a los terrenos en los que más tarde construirían el colegio e iglesia. El proyecto del templo fue realizado por el arquitecto italiano Giuseppe Valeriano en el año 1557, mientras que las instalaciones del colegio se encargaron a Juan de Mugaguren con la colaboración de los maestros García Sanz y Jerónimo García, que realizaron un edificio de sobrio estilo barroco, que parece anticipar el del Colegio Real de la Compañía de Jesús en Salamanca. Se caracteriza por su regularidad, y se dispone articulado alrededor del claustro central, eje de la vida escolástica, que consta de tres cuerpos con vanos rodados de marcos quebrados.

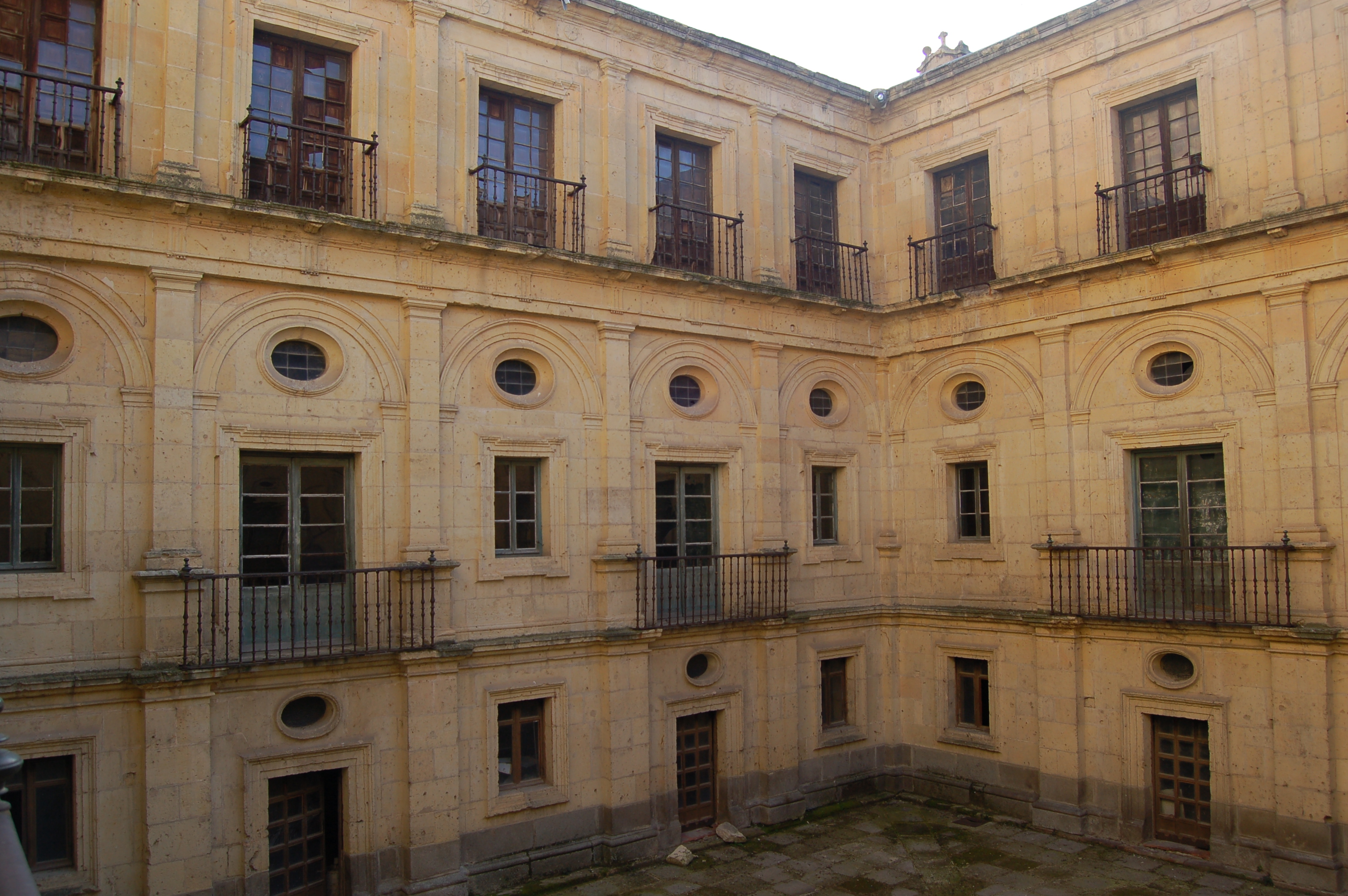
Colegio del seminario, vista del claustro barroco de Juan de Mugaguren.

El 2 de abril de 1767 el rey Carlos III de España dictaminó su pragmática por la que expulsó a los jesuitas de España, confiscándoles sus bienes. La iglesia y el colegio fueron abandonados ese mismo mes de abril y el 26 de agosto de 1769 una real cédula del mismo rey establecía que la antigua fundación jesuita debía mantener las aulas de primeras letras, latinidad y retórica, y el resto se destinaría para seminario de corrección y de ordenandos.

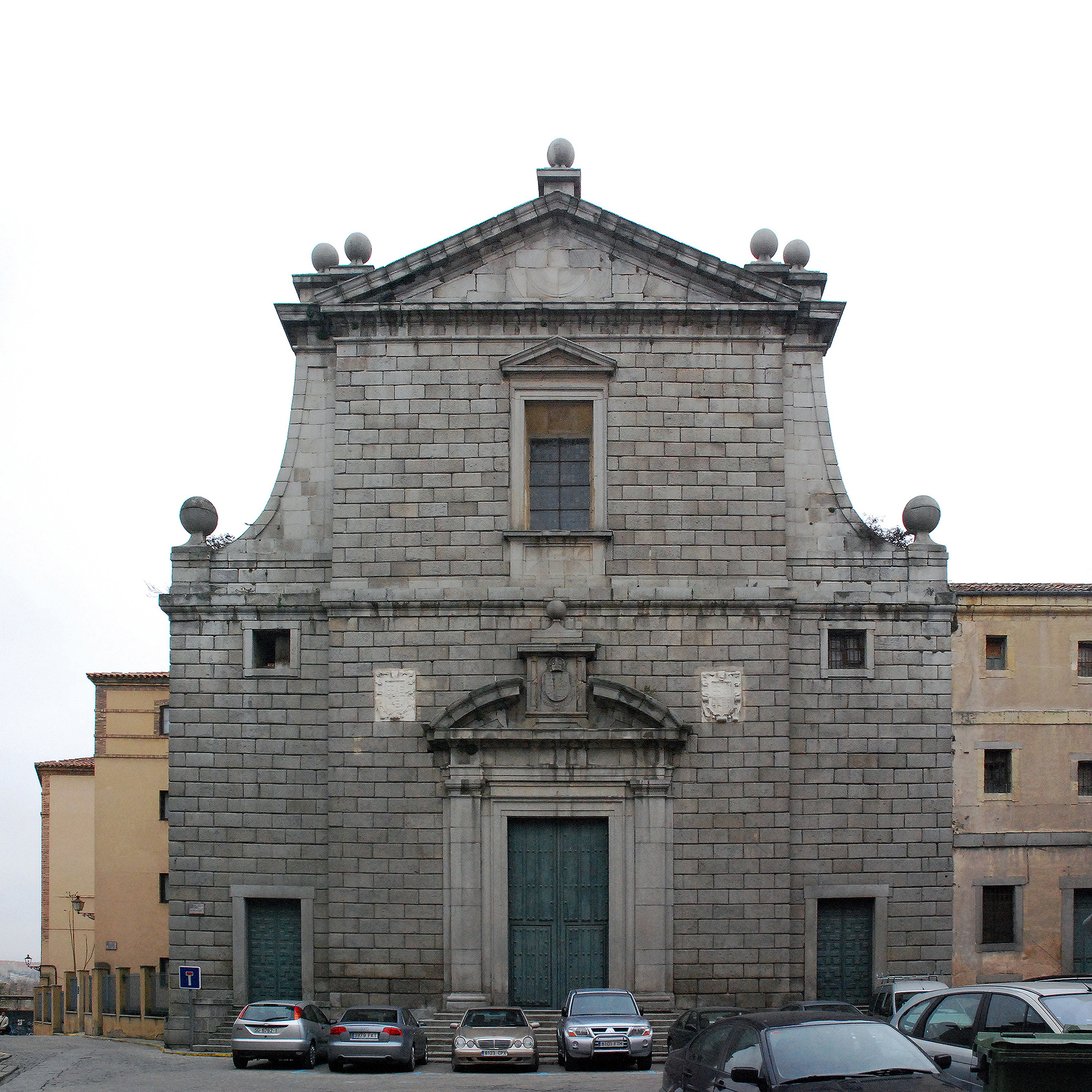
Iglesia de la Compañía, perteneciente al seminario.

El consejo real, siguiendo el mandato del Concilio de Trento, ordenó instaurar en la ciudad un seminario conciliar en el siglo XVIII, para una adecuada formación de los sacerdotes y ministros de culto católico. En ese momento se hizo cargo de la empresa la Diócesis de Segovia, presidida por el obispo Alonso Marcos de Llanes Argüelles, quedando establecido desde 1791 en las antiguas instalaciones del colegio jesuita.
En 1959 se alteró profundamente su estructura, adosando al conjunto un enorme edificio para ampliar los servicios del seminario. En el año 2000, fue declarada Bien de Interés Cultural la denominada parte histórica del complejo, que incluye la iglesia de la Compañía, y las zonas del antiguo colegio en torno al claustro.
En la actualidad, es uno de los ochenta y tres seminarios mayores reconocidos por la Conferencia Episcopal Española, y su rector desde 2009 es José Antonio García Ramírez.